# Ganga Singh

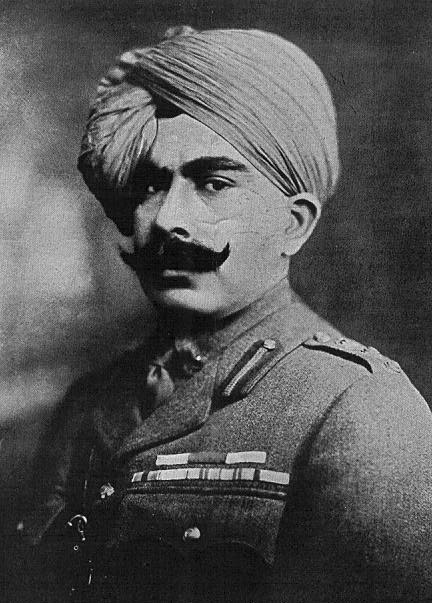
Ganga Singh um 1910

Sir Sri Ganga Singh Bahadur (* 3. Oktober 1880 in Bikaner; † 2. Februar 1943 in Bombay) war der 21. Maharadscha von Bikaner, einem der Fürstenstaaten der Rajputen im heutigen Rajasthan, damals Teil von Britisch-Indien.

## Leben und Wirken

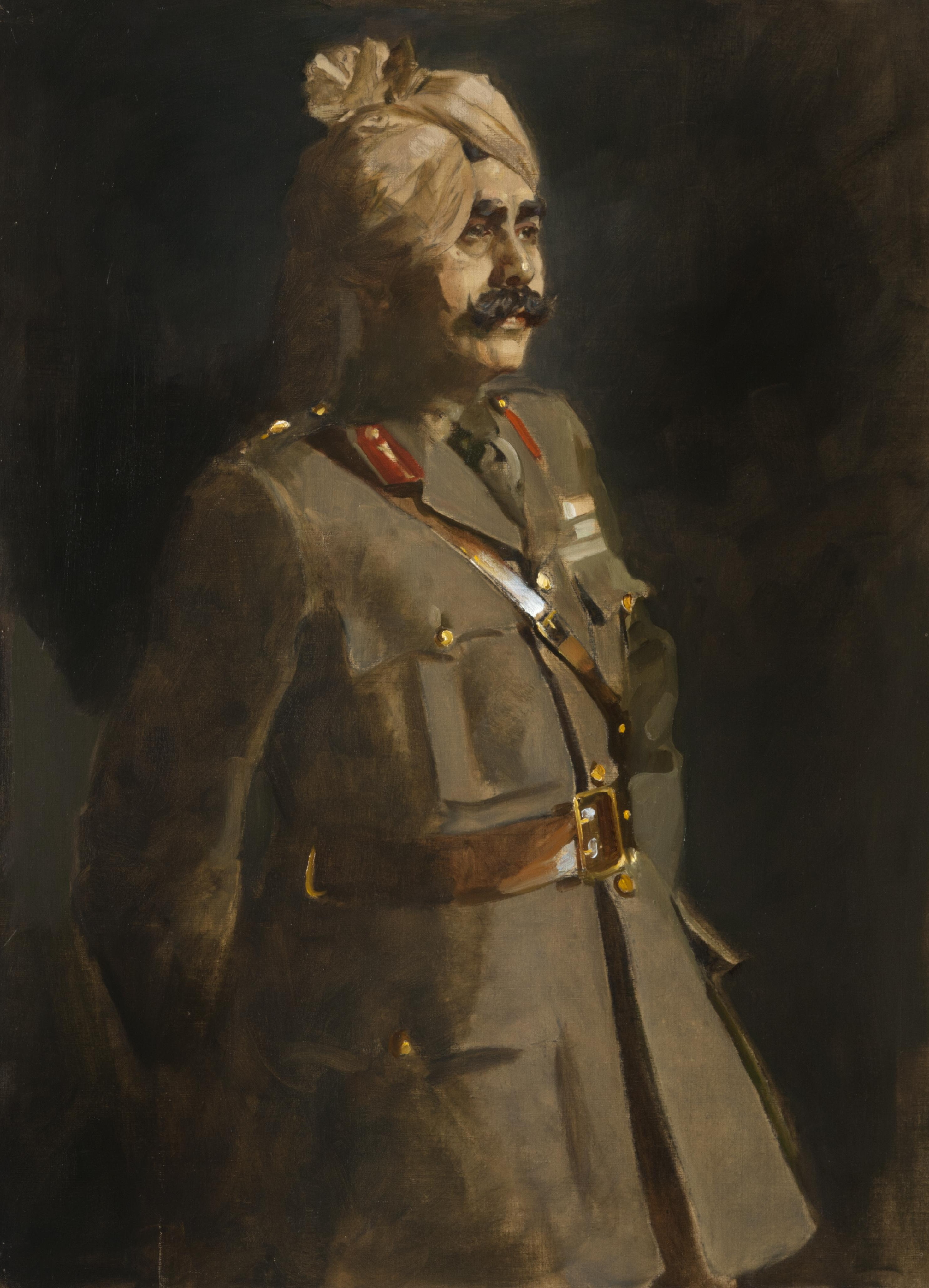
James Guthrie: Sri Ganga Singh Bahadur. Porträtstudie für Statesmen of World War I

Sri Ganga Singh Bahadur war der dritte und jüngste Sohn von Sri Lal Singh (1831–1887). Nach dem Tod seines Bruders Dungar Singh (1854–1887), der dem Maharadscha Sardar Singh (1818–1872) nachgefolgt war, wurde er im Alter von sieben Jahren Maharadscha von Bikaner, übernahm aber erst mit 18 Jahren die volle Herrschergewalt. Ganga Singh wurde zunächst privat unterrichtet. Von 1889 bis 1894 besuchte er das Mayo College in Ajmer. Unter der Leitung von Sir Brian Egerton wurde er von 1895 bis 1898 mit verwaltungstechnischen Abläufen bis hin zur Regierungsarbeit vertraut gemacht. Während der großen Hungersnot von 1899 bis 1900 reiste er durch die von Hunger betroffenen Gebiete, um sich ein Bild von den Bedürfnissen und dem Leid der Menschen zu machen und wirksame Gegenmaßnahmen zu ergreifen. Königin Victoria verlieh ihm hierfür die Kaiser-i-Hind-Goldmedaille.
Für seine militärische Ausbildung schloss er sich 1898 in Deoli dem dortigen Regiment an, das unter dem Kommando von Lieutenant Colonel Bell stand und einen hervorragenden Ruf genoss. Ab 1901 befehligte er das Bikaner-Kamel-Korps als Teil der britischen Truppen. Mit dem Ausbruch des Ersten Weltkriegs 1914 erreichte die militärische Karriere des Maharadscha seinen Höhepunkt, als er mit seinem Bikaner-Kamelkorps für Großbritannien in Ägypten und Palästina gegen das Osmanische Reich kämpfte und 1917 zum Generalmajor der britischen Armee ernannt wurde. Auch an der Westfront in Frankreich kam er zum Einsatz. Ganga Singh wurde schließlich in das imperiale Kriegskabinett (Imperial War Cabinet) von 1917 berufen und nahm an den Reichskonferenzen (Imperial Conferences) von 1917 und 1918 teil.
Auf der Pariser Friedenskonferenz 1919 vertrat er das Kaiserreich Indien und war 1919 Mitunterzeichner des Friedensvertrags von Versailles. Er ist auch auf zwei bekannten Gruppenporträts aus dieser Zeit zu sehen: Statesmen of World War I von James Guthrie und The Signing of Peace in the Hall of Mirrors, Versailles von William Orpen. 1921 übernahm Ganga Singh als Kanzler den Vorsitz über die Chamber of Princes (Kammer der Fürsten), die als beratendes Organ in Britisch-Indien geschaffen worden war. Im Zuge der Home-Rule-Bewegung konnte er die britische Regierung dazu bewegen, Indien in den Völkerbund aufzunehmen, obwohl Indien zu dieser Zeit kein unabhängiger Staat war. Nach der Aufnahme in den Völkerbund 1924 führte er die indische Delegation bei den Versammlungen an.
1913 hatte Ganga Singh ein Oberstes Gericht in Bikaner gegründet, das von einem Obersten Richter mit zwei Beisitzern geleitet wurde. 1922 wurden dem Obersten Gericht noch ein Oberstaatsanwalt mit zwei Assistenten zugefügt. Ganga Singh war der erste Maharadscha, der aus freiem Willen seine Macht durch ein oberstes Gericht begrenzte.
Ganga Singh galt als fortschrittlicher Herrscher, der die Wasserversorgung, Eisenbahn, Krankenhäuser und Schulen förderte. Er veranlasste den Ausbau eines Eisenbahnnetzes (Bikaner State Railway), das 1935 bereits über 1000 Meilen umfasste. 1925 begannen die Arbeiten an einem Kanal für ein Bewässerungssystem, das die Wüstenregion mit Wasser aus den angrenzenden Punjab-Flüssen versorgen sollte. Die Fertigstellung erfolgte 1927 und machte Bikaner von einer von Hunger und Armut geplagten Stadt zu einem blühenden Handelszentrum.

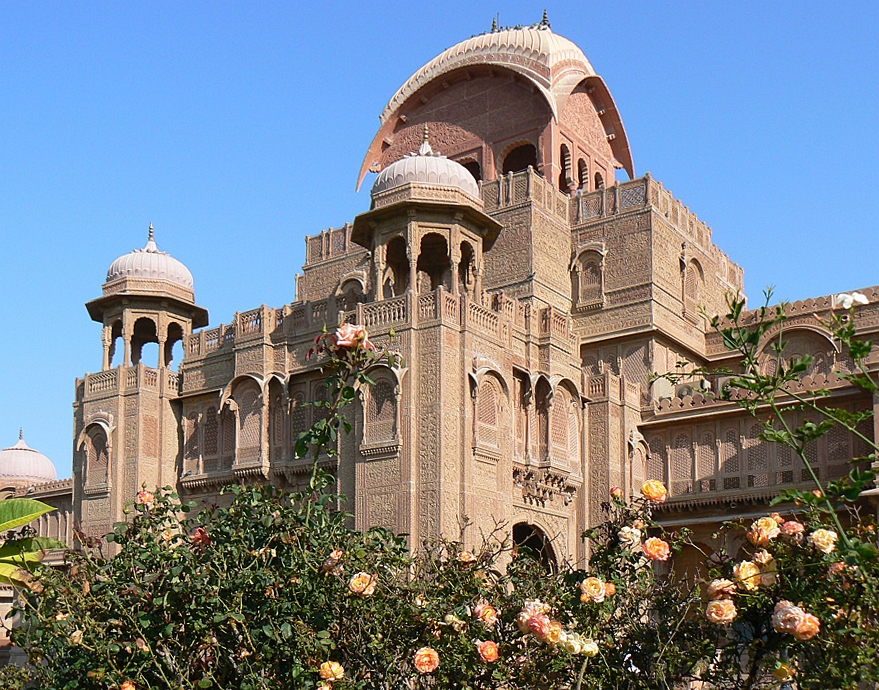
Lalgarh Palace

Ab 1900 ließ Ganga Singh nach den Plänen des Architekten Samuel Swinton Jacob (1841–1917) den Lalgarh-Palast erbauen. Das Gebäude, das aus rotem Sandstein errichtet wurde, weist rajputische, muslimische und britische Stilelemente auf. Ab 1920 war der Palast die Residenz der Herrscherfamilie, bis diese das Gebäude in den 1960er Jahren in ein Hotel umwandelten.

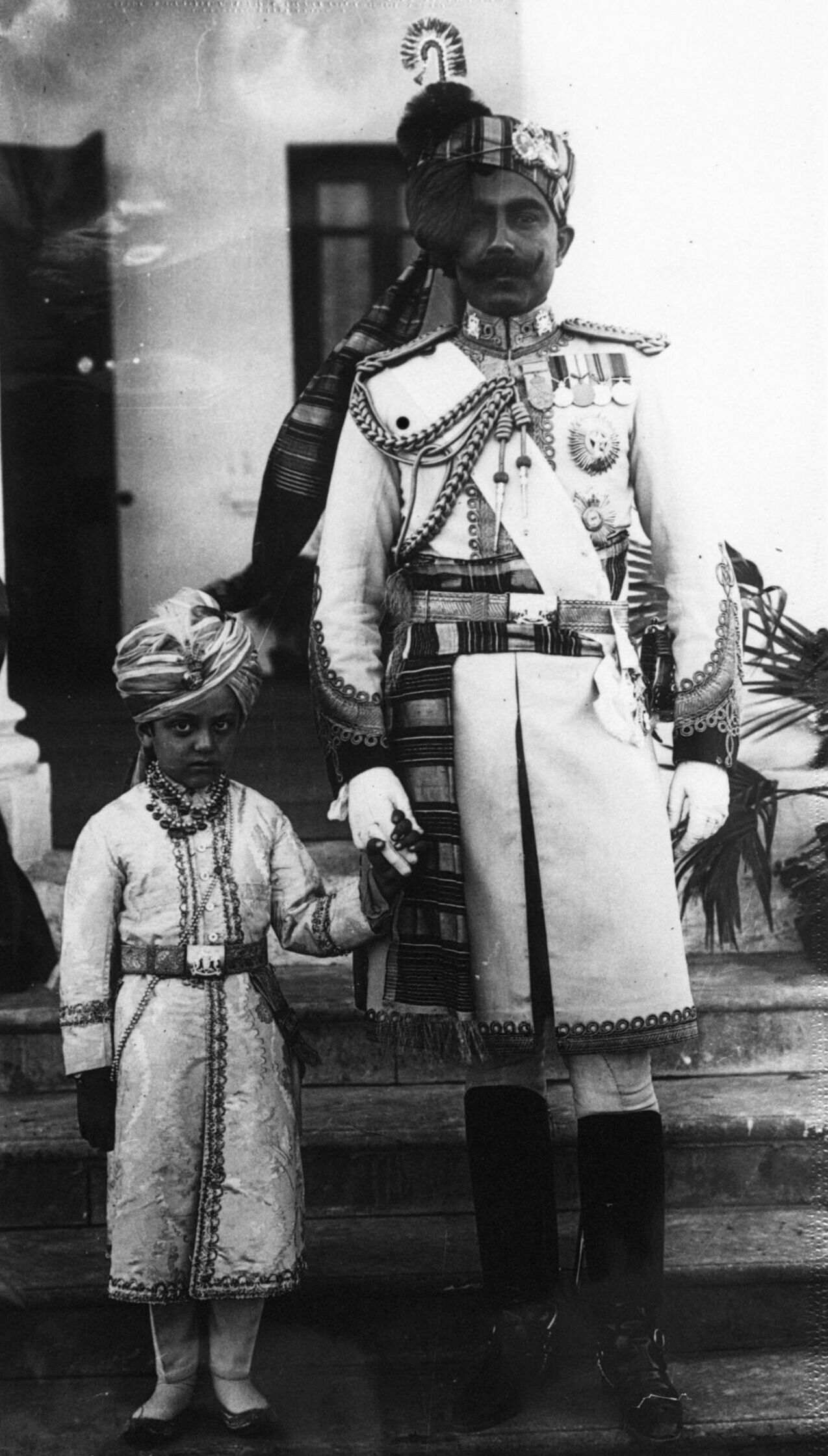
Ganga Singh mit seinem Sohn 1914

Ganga Singh war von 1897 bis 1906 mit Vallabh Kumariji verheiratet. Nach ihrem Tod heiratete er zwei weitere Male. Seine zweite Frau war Krishna Kanwariji, die bereits 1922 starb. Mit seiner dritten Frau Sri Bhatiyaniji hatte er vier Söhne und zwei Töchter. Ganga Singh verstarb 1943 im Alter von 62 Jahren nach einer Regierungszeit von 56 Jahren. Sein Nachfolger als Maharadscha von Bikaner wurde sein Sohn Sadul Singh (1902–1950).

## Auszeichnungen
Für sein politisches und militärisches Engagement erhielt er zahlreiche Auszeichnungen:
- 1900: Knight Commander of the Order of the Indian Empire (KCIE)
- 1904: Knight Commander of the Order of the Star of India (KCSI)
- 1907: Knight Grand Commander of the Order of the Indian Empire (GCIE)
- 1911: Knight Grand Commander of the Order of the Star of India (GCSI)
- 1919: Knight Commander of the Order of the Bath (KCB)
- 1919: Knight Grand Cross of the Royal Victorian Order (GCVO)
- 1921: Knight Grand Cross of the Order of the British Empire (GBE)